# Nambucca Shire Council
Nambucca Shire Council is een Local Government Area (LGA) in de Australische deelstaat New South Wales.